# Дробышева, Валентина Алексеевна
Валентина Алексеевна Дробышева (8 июля 1924, Сердобск Пензенской области — 2003) — бетонщица, Герой Социалистического Труда (1973).

## Биография
С 1951 по 1953 гг. – наладчик на Сердобском часовом заводе, с 1954 года работала бетонщицей на строительстве Иркутской ГЭС.
В Братскее с 1957 года, где работала бетонщицей в управлении береговых плотин, затем перешла в управление основных сооружений. Закончила работу на строительстве Братской ГЭС в 1968 году у управлении строительства русловых плотин бетонщицей.
Принимала активное участие в укладке последнего куба бетонной плотины гидроэлектростанции.
Дробышева Валентина Алексеевна награждён медалями, знаками «Ударник коммунистического труда», «50 лет ГОЭЛРО», серебряной медалью ВДНХ.
Избиралась депутатом областного Совета депутатов трудящихся, секретарем парторганизации, членом облсовета женщин.
Дробышева Валентина Алексеевна скончалась 12 июля 2003 г.

### Трудовой подвиг
23 февраля 1966 года за выдающиеся успехи, достигнутые в сооружении Братской ГЭС, большой вклад в разработку и внедрение новых технических решений и прогрессивных методов труда в строительстве Дробышевой Валентине Алексеевне присвоено звание Героя Социалистического Труда.